# Вулиця Братковського (Луцьк)
Вулиця Братковського — дугоподібна вулиця в історико-культурному заповіднику «Старий Луцьк», яка веде від майдану Братський міст та вулиці Данила Галицького до кафедрального собору Петра і Павла та вулиці Кафедральної.

## Історія
Теперішня вулиця Братковського проходить тим місцем, де колись була окраїна природного острову, з якого розвивався Луцьк. Освоєння острову відбувалося етапами, що було обумовлено природними чинниками. Головну роль відігравали підтоплення острова під час повеней, тому заселення території відбувалося з пониженням рівня води. У Х ст. в межах сучасної України відбувалися зміни клімату, пов'язані з підняттям рівня вод та загального зволоження клімату. У 1259 р. зафіксовані великі повені на річці Стир, яка омивала в той час острівний Лучеськ.
Забудова почалася на теперішній вулиці там, де є її географічне підвищення — у південній частині. Вже у XVI ст. тут з'явилися перші кам'яниці . Місце мало підвищений соціальний статус, оскільки розташовувалося біля самої В'їзної вежі Окольного замку та неподалік престижного й багатого шевського кварталу край майдану Ринок. Крім того, недалеко на майдані перед входом у замок, тобто уже на власне міській території, регульованій Магдебурзьким правом, розташовувався найбільший і найстаріший храм середмістя — церква Св. Миколая, покровителя Луцька і всіх лучан . Нижче цих перших кам'яниць проходила так звана друга лінія укріплень Окольного замку. Це були дерев'яні конструкції великої довжини, які оперізували тодішнє середмістя . У XVIII ст. укріплень вже не існувало і на кінець століття ця ділянка сформувалася як міська вулиця, будучи доволі забудованою. Тут розташовувалися старі будинки, неподалік були пивниці, а нові споруди постали на місці колишніх дерев'яних укріплень. У 1789 р. в будинку, який підходив упритул до дзвіниці Свято-Троїцького костелу, розміщувалася аптека пана Жолтовського, яка належала кафедрі . Неподалік було збудовано дім костельний, де діяв шпиталь, притулок для сиріт та інші благодійні місії. Вулиця стала відігравати вагоме значення альтернативного шляху доїзду до латинської кафедри та Верхнього замку від Глушецького мосту, адже забудова тодішнього Луцька була досить густою. Глушецький міст з'єднував острів із правим берегом Луцька.

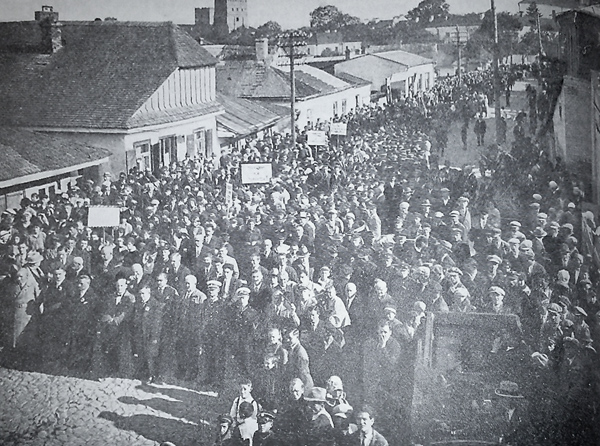
Демонстрація, 1930 р.

На зламі XIX-ХХ ст. деякі старі будинки віджили своє, і на їх місці постали нові. Перша назва вулиці — Кредитова. У 1920 р. змінена на Королеви Ядвіги . В цей період відбулося оновлення. Стару бруківку царського періоду замінили на кам'яні шестикутники місцевого виробництва високої якості та привабливого вигляду. Інші вулиці міста також були замощені таким особливим типом бруку. Для впорядкування тротуару міська влада виклала нові бордюри зі штампом Zarząd Miejski m. Łucka. Було збудовано кілька нових будинків. Під час Другої світової на початку вулиці було знищено кілька будинків. У радянський час вона носила назву Маяковського.

## Сучасність

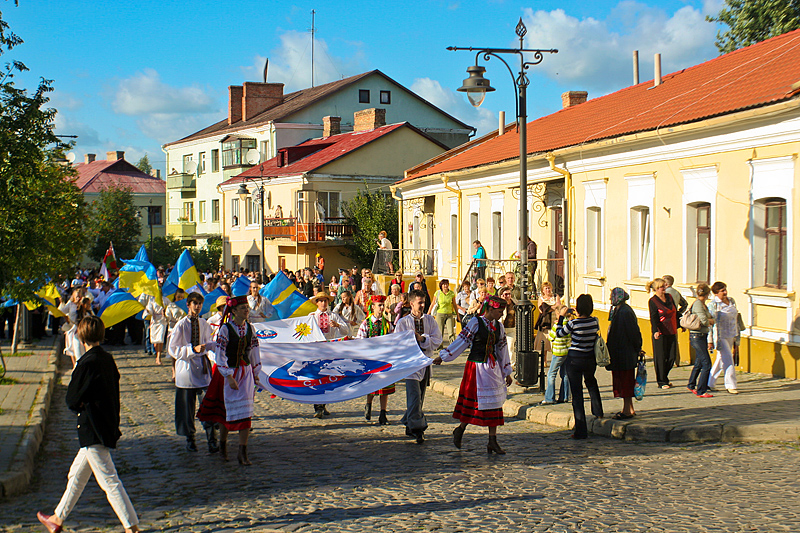
Під час [https://web.archive.org/web/20100719044648/http://www.culture.lutsk.ua/festivals.php?id=20 фестивалю

У 1990-х вулицю перейменовано на Данила Братковського. 
На початку 2000-х була зроблена капітальна реставрація вулиці. Сьогодні це чи не найгарніша вулиця Луцька, яка зберігає в більшості одно-двоповерхові будівлі XVIII - початку XX ст. та деякі старіші екземпляри, затишна, спокійна, без транзитного громадського транспорту. 
Тут також місцями залишено шестикутну бруківку, оригінальні бордюри та водогінні люки польських часів. Вулиця є житловою. Тут немає жодного торгового закладу й офісу, окрім відновлених будинків. Під час свят та різних фестивалів цією вулицею відбувається хода до замкового майдану.

### Будинки
| Номер | Опис | Вигляд |
| ----- | --- | ------ |
| 2     | Будинок, який був повністю знищений під час війни. Частково відбудований.                                  |        |
| 2     | Другий будинок, який був повністю знищений під час війни, але частково відбудований.                       |        |
| 4     | Приклад престижного будівництва зламу XIX-ХХ ст. із використанням цегли двох кольорів.                     |        |
| 10    | Пам'ятка архітектури XIX століття.                                                                         |        |
| 20    | Дім костельний. Пам'ятка архітектури.                                                                      |        |
| 22    | Оригінальний приклад будинку цегляного стилю зламу XIX-ХХ ст. (перший поверх).                             |        |
| 35    | Пам'ятка архітектури національного значення. Підвали будинку датуються XVI ст. Наземна частина — XVIII ст. |        |

### Галерея

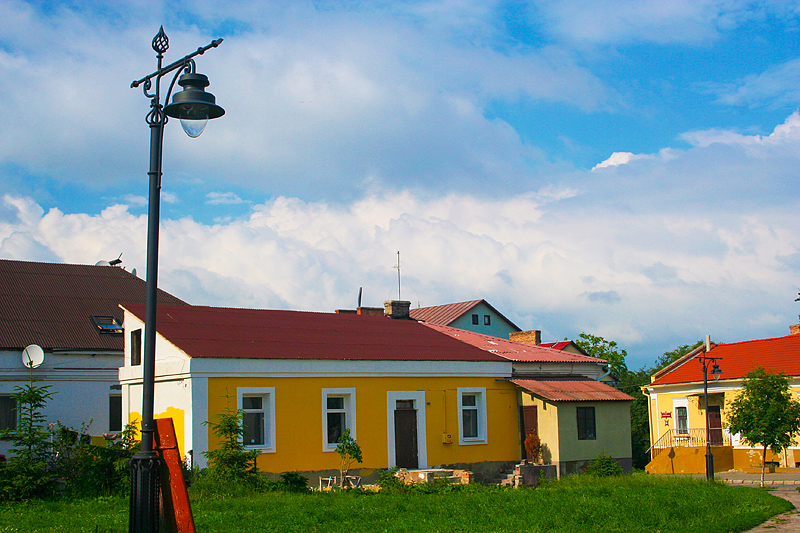
Край вулиці
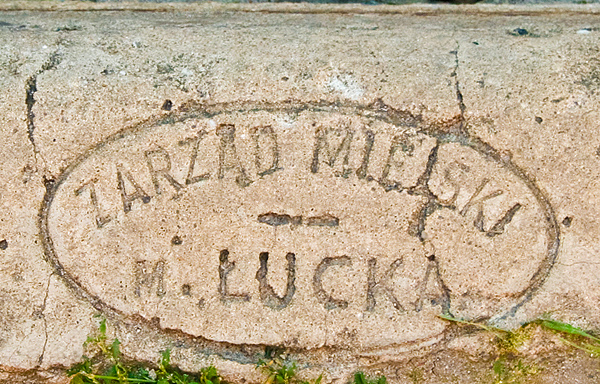
Елемент старого бордюру
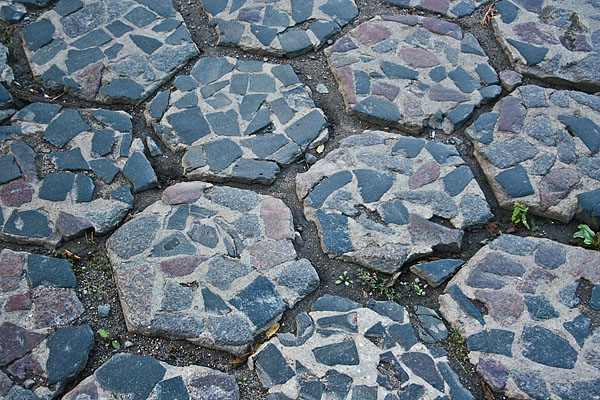
Стара шестикутна бруківка
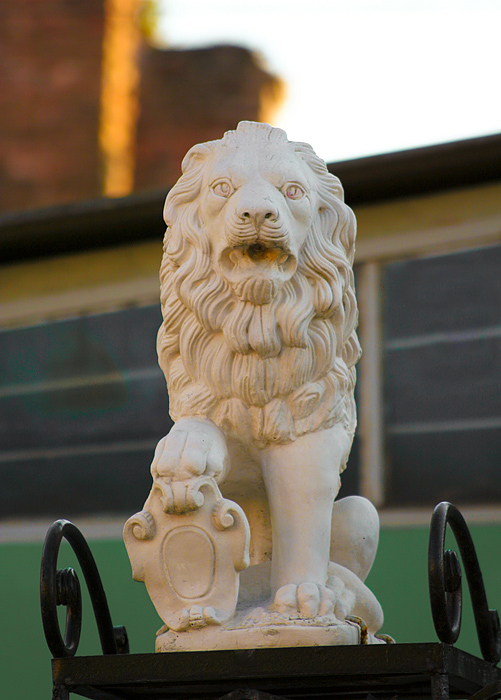
Скульптура лева
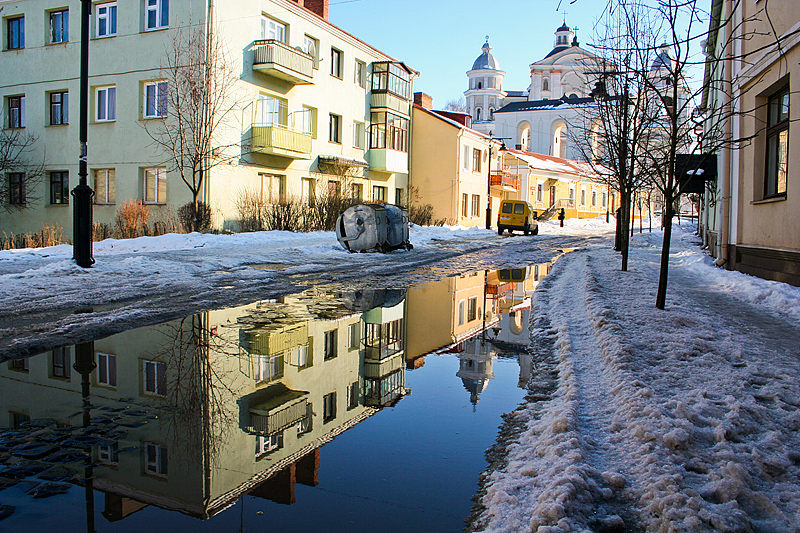
Костел над вулицею